# Love Scene
Love Scene è il primo album del pianista sud coreano Yiruma, pubblicato nel 2001.
Precede di poco, all'incirca sette mesi, l'album di grande successo First Love.

## Tracce
1. Overture – 4:05
2. Autumn Scene – 4:35
3. Un Homme Et Une Femme – 4:56
4. Memories In My Eyes – 4:53
5. Picture Me – 5:18
6. Sunny Rain – 4:43
7. Gabriel – 4:02
8. Tears On Love – 3:32
9. Looking Back – 5:20
10. Nothing to Say (Just Wanna Say) – 4:15
11. Eversince – 4:45
12. Wait There – 4:54
13. Remember the Scene – 4:19